# Willibald Popp
Willibald Popp (* 1653 in Rain am Lech; † 1735 in Augsburg) war ein deutscher Reichsabt.

## Leben und Werk
Der Reichsabt Willibald Popp war von 1694 bis 1735 Abt des Augsburger Benediktinerklosters Sankt Ulrich und Afra, das 1802 säkularisiert wurde. Während seiner Amtszeit förderte Popp die Wissenschaft sowie Geschichtsschreibung und stellte Finanzmittel für die Erneuerung von Pfarrhöfen, Amthäusern und Kirchengebäuden zur Verfügung.
Zu seinen herausragenden Vorhaben zählt die 1729 vorgenommene Erweiterung und Neugestaltung der Pfarrkirche St. Georg in der damals noch eigenständigen Stadt Haunstetten (heute ein Augsburger Stadtteil, siehe Augsburg-Haunstetten).
Popp führte in seinem Wappen einen springenden weißen Schimmel im linken oberen und im rechten unteren Feld. Dieser Schimmel wurde später in das Haunstetter-Stadtwappen übernommen und soll an die über viele Jahrhunderte andauernde Verbundenheit mit der Abtei Sankt Ulrich und Afra erinnern.